# Euploea azagra
Euploea azagra är en fjärilsart som beskrevs av Hans Fruhstorfer 1910. Euploea azagra ingår i släktet Euploea och familjen praktfjärilar. Inga underarter finns listade i Catalogue of Life.